# Frederick Lester Rickaby
Frederick Lester Rickaby (Fred Rickaby Jr.) (Newmarket, 1894 - Frankrijk, 11 oktober 1918) was een Engelse beroepsjockey en soldaat, die sneuvelde tegen het einde van de Eerste Wereldoorlog. 

## Jockey
Fred Rickaby was de derde van vier generaties jockeys die luisterden naar de naam Fred Rickaby. Zijn grootvader bereed de winnaar van de Epsom Derby van 1855; zijn vader, Frederick Edward Rickaby, won de Epsom Oaks in 1896. Zijn twee zonen, Fred en Bill werden ook bekende jockeys. Fred zelf was de oom van Lester Piggott, een van de grootste jockeys aller tijden: zijn zuster Iris huwde in 1929 de jockey Keith Piggott (1904-1993) en werd de moeder van Lester in 1935.
In zijn korte carrière werd Fred Rickaby een van de beste Engelse rensportjockeys. Hij won vijf klassieke races: viermaal in vijf jaar de 1,000 Guineas Stakes in Newmarket (1913, 1915, 1916 en 1917), plus de Epsom Oaks in 1913. Hij won ook de Goodwood Cup in 1910. In 1911 won hij 73 races.

## Soldaat
Rickaby sloot zich in 1916 aan bij het Royal Army Veterinary Corps van het Britse leger, dat instaat voor de opleiding en verzorging van dieren, vooral paarden en honden. In 1917 werd hij overgeplaatst naar het Tank Corps, dat betrokken was in de Slag bij Cambrai. Het is niet bekend waar en wanneer Rickaby gewond werd, maar hij overleed aan zijn verwondingen op 11 oktober 1918. Hij is begraven op Doingt Communal Cemetery Extension in Frankrijk. 